# Valentin Musin-Pushkin

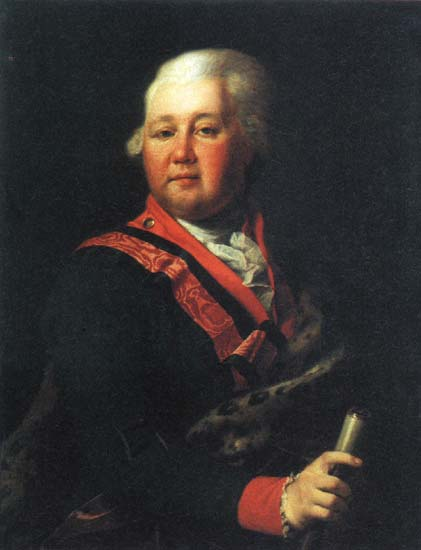
Count Valentin Musin-Pushkin

El Conde Valentin Platonovich Musin-Pushkin (en ruso: Граф Валенти́н Плато́нович Му́син-Пу́шкин; 6 de diciembre de 1735 - 8 de julio de 1804) fue un militar ruso y funcionario del gobierno que alcanzó el rango de mariscal de campo.

## Biografía
Vástago de una larga y distinguida familia noble, Musin-Pushkin era el hijo del Conde Platón Ivanovich (1698-1745) y de Marfa Petrovna Cherkasskaya. Su padre había sufrido bajo el reinado de la emperatriz Ana Ioánovna, siendo falsamente acusado de deslealtad y tras experimentar un largo periodo de encarcelamiento y posible tortura. Valentin se alistó en la Guardia Imperial Rusa en 1747 y vería servicio en la Guerra de los Siete Años, alcanzando el rango de 2º mayor de la Guardia Montada. Sirvió como miembro de honor de la guardia en la coronación de Catalina la Grande, y en compensación recibió un alto rango en el servicio civil y se le retornó parte de la finca que le había sido confiscada a su padre, junto con 600 almas para trabajarla. Para 1769 había sido promovido a chambelán.
Tampoco descuidó su carrera militar. Coronel para 1765, vio servicio activo en la guerra ruso-turca de 1768-1774 a las órdenes de su suegro, el General en jefe Vasily Dolgorukov, comandante del 2º (Crimeo) Ejército de Campo. El Mayor General Musin-Pushkin fue uno de los líderes participantes en el asalto de Bendery en 1770, por el que fue recompensado con la Orden de San Jorge, 3ª clase, la Orden de San Alejandro Nevski y promovido a teniente general. Sería más tarde en 1782 promovido a general pleno, y hecho general adjunto al año siguiente. 
El General logró asegurarse su futura posición política haciéndose amigo del Gran Duque Pavel Petrovich, el futuro Pablo de Rusia. Esto creó cierto conflicto con su relación con Catalina, que tenía una relación problemática con respecto a su hijo, pero Musin-Pushkin logró aproximarse con gran tacto y nunca comprometió sus obligaciones personales con la emperatriz. En 1786 le fue concedida la Orden de San Andrés y fue hecho Vicepresidente del Colegio de Guerra, el cuerpo de comandamiento del Ejército Imperial Ruso. Para 1787 había sido hecho miembro del Consejo de Consejeros de Catalina.
Con el estallido de la guerra ruso-sueca (1788-1790), el General Musin-Pushkin fue hecho Comandante en Jefe de las fuerzas rusas, que alcanzaban los 15.000 hombres. Para 1790, Catalina estaba decepcionada con su rendimiento y lo remplazó como comandante por el Conde Iván Saltykov. Sin embargo, Musin-Pushkin continuó siendo colmado con reconocimientos por su servicio de guerra, incluyendo la Espada Dorada por Valentía, la Orden de San Vladimir, y Diamantes para su Estrella de San Andrés. A las órdenes de Pablo, el Conde fue hecho Caballero del Regimiento de Guardia y mariscal de campo en 1797 pero no volvería a ver más servicio militar antes de su muerte siete años después. Sus restos fueron enterrados en el Monasterio Símonov.
Su matrimonio con Praskovya Dolgorukaya produjo dos hijos, Anastasia y Vasily. Este último tendría cierto éxito en el Cuerpo Diplomático durante las primeras décadas del siglo XIX.